# Molí del Mas de n'Huguet
El Molí del Mas de n'Huguet és una obra de Riudecols (Baix Camp) inclosa a l'Inventari del Patrimoni Arquitectònic de Catalunya.

## Descripció
Molí fariner. Estructura arquitectònica de planta quadrangular, alçada amb murs de pedra escairada i morter i maons. La coberta es troba enderrocada, i l'interior cobert per la vegetació circumdant, però els murs resten en peu, de la mateixa manera que el cacau i vestigis de la bassa.